# Alexandre de Ségur
Pour les articles homonymes, voir Ségur (homonymie).
Alexandre de Ségur, né en 1718 et mort en 1773, chevalier, seigneur de Francs et de Bègles, est un magistrat et officier royal français. Il fut conseiller du roi et prévôt de Paris de 1755 à 1766.

## Biographie
Alexandre de Ségur est un descendant de la lignée des seigneurs de Francs depuis Bertrand de Ségur au XIVe siècle, seigneur du château de Francs.
Le 19 juillet 1737, il est nommé conseiller au Parlement de Bordeaux.
En 1743, il succède à son père, Pierre de Ségur (ca 1676-1743), en tant que président à mortier du parlement de Bordeaux.
Le 10 novembre 1752, à Puy-Paulin, Bordeaux, il épouse Marie-Thérèse-Élisabeth-Eugénie de Ségur, née en 1722, fille aînée de son cousin germain Nicolas-Alexandre de Ségur (1697-1755) et de Charlotte-Émilie Le Fèvre de Caumartin. Elle mourra à Bordeaux le 28 octobre 1759 le laissant veuf avec deux enfants, une fille et un garçon, Nicolas-Marie-Alexandre de Ségur qui deviendra mousquetaire du roi et capitaine de dragons.
En 1753, il devient membre de l'Académie de Bordeaux.
En 1754, devenu conseiller du roi, il est nommé vicomte de Paris.
En 1755, il est nommé prévôt au Grand Châtelet de Paris en remplacement de Louis Alexandre Catherine Duport. Il assumera cette charge de police et de justice jusqu'en 1766, date à laquelle il sera remplacé par le dernier prévôt de Paris Anne Gabriel de Boulainvilliers qui verra cette fonction supprimée par la Révolution française en 1792.
Sous son mandat de prévôt, il assumera l'aménagement de la place Louis-XV (place de la Concorde) de l'édification de l'église Sainte-Geneviève (Panthéon de Paris) et du nouveau tracé des remparts parisiens (boulevards Raspail, Saint-Jacques, et Auguste-Blanqui).
En 1766, il laisse la fonction de prévôt pour devenir conservateur des privilèges royaux des universités de France.